# 晩村駅
晩村駅（マンチョンえき）は、大韓民国大邱広域市寿城区にある大邱交通公社2号線の駅である。駅番号は(235)。

## 駅構造
- 島式ホーム1面2線の地下駅。

## 駅周辺
- 晩村2洞住民センター
- 大邱銀行晩村駅支店
- KEBハナ銀行晩村駅支店
- 国立大邱博物館

## 歴史
- 2005年10月18日 - 開業。

## 隣の駅
大邱交通公社
●2号線
寿城区庁駅 (234) - 晩村駅 (235) - タムティ駅(236)